# مركز الشهاب لحقوق الإنسان
مركز الشهاب لحقوق الإنسان هو منظمة حقوقية تطوعية لدعم الحرية والديمقراطية وإرادة الشعوب، وتُركز في عملها على كل القضايا التي تتعلق بحقوق الإنسان لدعم الحرية والديمقراطية وإرادة الشعوب، تأسس في مصر عام 2006، وحصل على موافقة السلطات البريطانية للعمل كمنظمة حقوقية تحت رقم 11567508 - لندن.

## رؤية المركز
إعلاء قيم الحرية والإنسانية وحقوق الإنسان والديمقراطية وإرادة الشعوب.

## رسالة الشهاب
دعم الحرية والديمقراطية وإرادة الشعوب ومناهضة الظلم والتمييز بكافة صوره من خلال برامج حقوقية وإعلامية.

## قيم الشهاب
دعم الحرية - عدم التمييز - المشاركة المجتمعية الموضوعية - الشفافية المطلقة.

## أهداف الشهاب
وفقا للمواثيق الدولية المتعلقة بحقوق الإنسان وحريته (الشرعية الدولية) والقانون الدولي الإنساني وأحكام الدستور والقوانين المحلية تسعى المنظمة لتحقيق الأهداف التالية:-
1. تعزيز احترام حقوق الإنسان ومبادئها، ونشر ثقافتها، والتوعية بها.
2. إرساء مبادئ (المساواة، والمواطنة، والتعايش السلمي، والحوار، ومناهضة التمييز بكافة أشكاله).
3. الدفاع عن المشروعية الدستورية، وسيادة القانون، واستقلال القضاء.
4. العمل على احترام وصيانة حقوق المرأة، ونبذ العنف في حقها.
5. العمل على بناء مجتمع يتمتع فيه الأطفال بكامل حقوقهم..
6. الملاحقة القضائية لمرتكبي جرائم حقوق الإنسان.[1]

## وسائل الشهاب
تسعى المنظمة إلى تحقيق أهدافها من خلال العمل بكافة الوسائل، والطرق، والأساليب المشروعة والسلمية، وأهمها:-
1. مراقبة وتقييم أوضاع حقوق الإنسان، وإصدار التقارير والمناشدات والبيانات المتعلقة بهذا الشأن.
2. تقديم المساعدات القانونية لضحايا الانتهاكات.
3. عقد الندوات والدورات التدريبية والتأهيلية، والورش والمؤتمرات والفعاليات التضامنية وحلقات الحوار والمناقشة.
4. إقامة علاقات وشراكات مع المنظمات المحلية والإقليمية والدولية، الناشطة والمانحة في مجالي حقوق الإنسان والديمقراطية.
5. التصدي لانتهاكات الحقوق والحريات، وخرق المشروعية، ومبدأ سيادة القانون، بكل الوسائل القانونية التي يوفرها النظام القانوني المحلى والدولي.
6. تبنى حملات كاملة حول انتهاكات حقوق الإنسان، للحد منها ووقفها.
7. تقديم الشكاوى للجهات المعنية، بما في ذلك اللجوء إلى القضاء، وإصدار البيانات، وكشف الواقع للرأي العام.

يقوم المركز بالأنشطة الرئيسية التالية:

1. حضور الاجتماعات الدولية الخاصة بمنظمات حقوق الإنسان والأمم المتحدة.
2. رفع الدعاوى ومتابعة القضايا المتعلقة بانتهاكات النظام المصري.
3. التشغيل الدوري.
4. التقارير والإصدارات (الدورية والمتخصصة).[1]

## إصدارات الشهاب
| اسم التقرير                                                            | تاريخ التقرير | غلاف التقرير |
| ---------------------------------------------------------------------- | ------------- | ------------ |
| خلف الشمس .. ورا الشمس                                                 | أغسطس 2016    |              |
| سجن برج العرب .. تعذيب وانتهاكات مستمرة                                | أكتوبر 2016   |              |
| عام من الانتهاكات.. المشهد الحقوقي                                     | يناير 2017    |              |
| الإهمال الطبي .. قتل بطيء                                              | أبريل 2017    |              |
| انتهاكات حقوق الإنسان خلال أربع سنوات                                  | يوليو 2017    |              |
| ممنوع الزيارة                                                          | أغسطس 2017    |              |
| أين هم؟                                                                | أغسطس 2017    |              |
| مختفون قسريا تم قتلهم                                                  | أغسطس 2017    |              |
| سؤال وجواب حول الاختفاء القسري                                         | أغسطس 2017    |              |
| أطفال مصر - واقع مؤلم يعيشه الأطفال                                    | نوفمبر 2017   |              |
| انتهاكات ضد الرئيس                                                     | ديسمبر 2017   |              |
| عيش حرية عدالة اجتماعية .. حقوق مهدرة                                  | يناير 2018    |              |
| المشهد الحقوقي                                                         | يناير 2018    |              |
| المشهد الحقوقي                                                         | فبراير 2018   |              |
| المشهد الحقوقي                                                         | مارس 2018     |              |
| انتهاكات بحق الدكتور بديع                                              | مارس 2018     |              |
| انتهاكات السجون                                                        | أبريل 2018    |              |
| المشهد الحقوقي                                                         | أبريل 2018    |              |
| عمال مصر .. حقوق غائبة                                                 | مايو 2018     |              |
| احتجاجات المترو - قمع أمني                                             | مايو 2018     |              |
| المشهد الحقوقي                                                         | مايو 2018     |              |
| المشهد الحقوقي                                                         | يونيو 2018    |              |
| انتهاكات السجون                                                        | يوليو 2018    |              |
| المشهد الحقوقي                                                         | يوليو 2018    |              |
| اليوم العالمي لضحايا اعتصام رابعة                                      | أغسطس 2018    |              |
| أين هم؟                                                                | أغسطس 2018    |              |
| مختفون تم قتلهم                                                        | أغسطس 2018    |              |
| سؤال وجواب حول الاختفاء القسري                                         | أغسطس 2018    |              |
| المشهد الحقوقي                                                         | أغسطس 2018    |              |
| المشهد الحقوقي                                                         | سبتمبر 2018   |              |
| انتهاكات السجون                                                        | سبتمبر 2018   |              |
| المشهد الحقوقي                                                         | أكتوبر 2018   |              |
| الاختفاء القسري للمرأة في مصر                                          | نوفمبر 2018   |              |
| انقذوا نساء مصر                                                        | نوفمبر 2018   |              |
| المشهد الحقوقي                                                         | نوفمبر 2018   |              |
| اللاَّإنسانية                                                            | يناير 2019    |              |
| إخفاق العدالة                                                          | مارس 2019     |              |
| مقصلة 108 عسكرية                                                       | مارس 2019     |              |
| المشهد الحقوقي                                                         | أبريل 2019    |              |
| عمال بلا حقوق                                                          | مايو 2019     |              |
| الاختفاء القسري في مصر                                                 | يونيو 2019    |              |
| رحيل خلف القضبان                                                       | يوليو 2019    |              |
| مختفيين قتلى                                                           | يوليو 2019    |              |
| المشهد الحقوقي لانتهاكات حقوق الإنسان في مصر خلال الربع الثاني من 2019 | يوليو 2019    |              |